# 郭荘子駅
郭荘子駅（かくそうしえき）とは中華人民共和国北京市豊台区に位置する北京地下鉄14号線の駅である。

## 駅構造

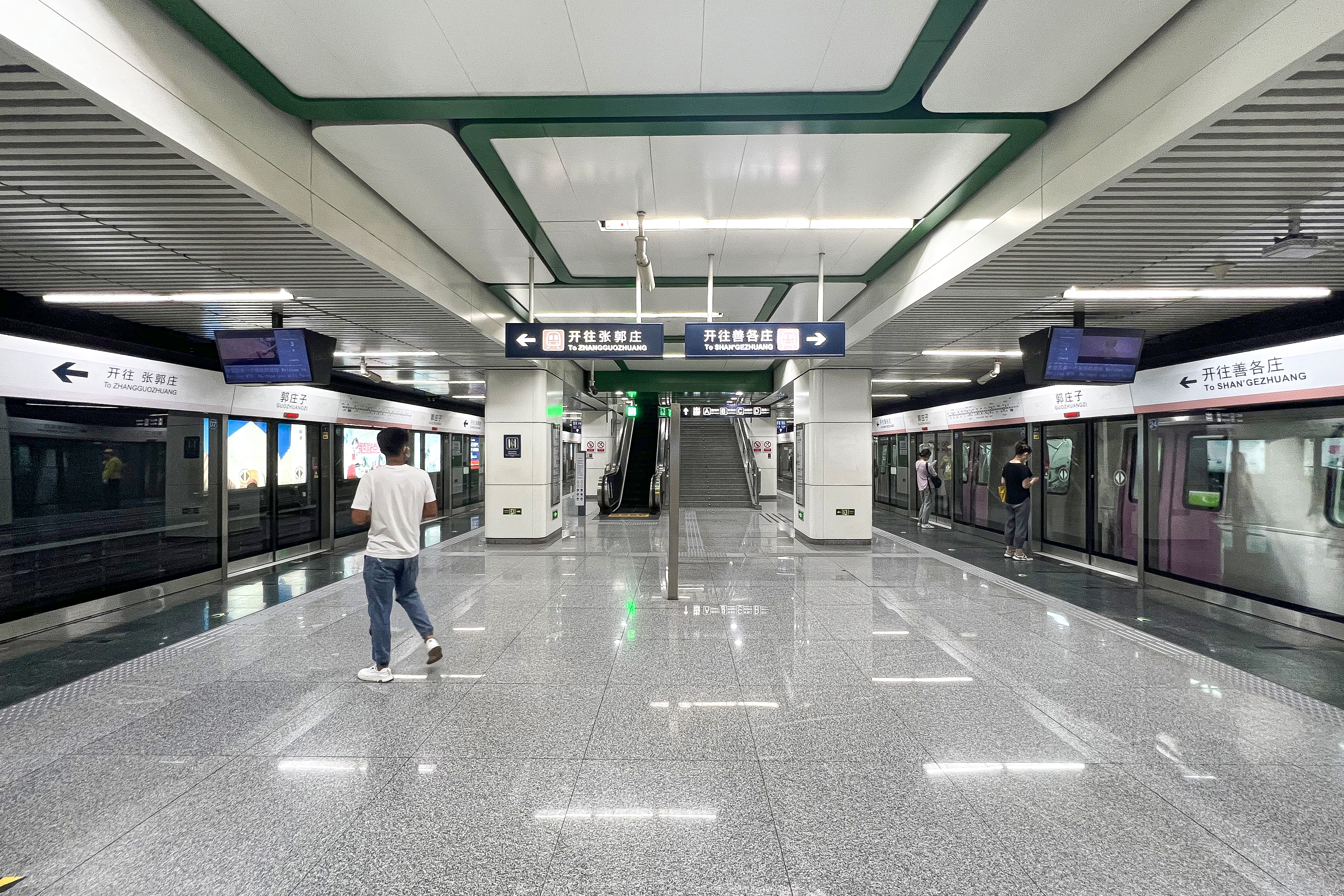
ホーム

島式ホーム1面2線を有する地下駅。
| 14号線ホーム | ←14号線 張郭荘方面 |
| 14号線ホーム | 島式ホーム         |
| 14号線ホーム | 14号線 西局方面→   |

## 歴史
- 2013年5月5日 - 14号線開業。

## 隣の駅
北京地下鉄
■14号線
大瓦窯駅 - 郭荘子駅 - 大井駅